# Hermíone

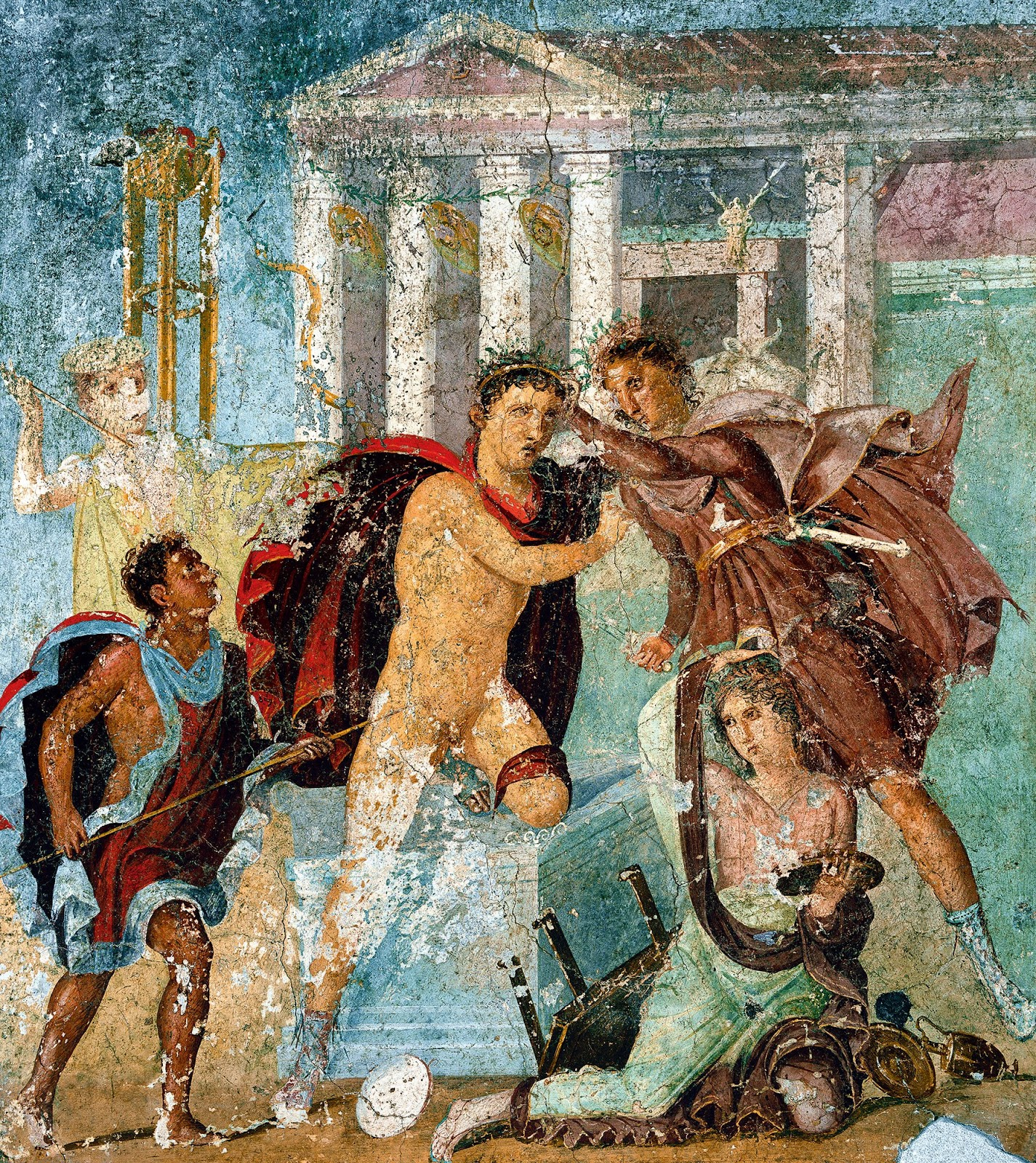
Cena da tragédia Andrômaca de Eurípides.

Hermíone na mitologia grega é filha de Menelau e de Helena. Quando tinha nove anos de idade, foi abandonada pela mãe, quando esta fugiu com Páris para Troia, que só retornaria dez anos depois. Uns anos mais tarde, Hermíone se casou com Neoptólemo, filho de Aquiles, se tornando rainha de Epiro. Mandou assassiná-lo, pois tinha muitos ciúmes de Andrômaca, amante de seu marido, com quem ele tinha três filhos. Hermíone tornou-se então esposa de Orestes (a quem já havia sido prometida), que era seu primo e simultaneamente o assassino de Neoptólemo. Teve Tisâmeno e viveu muitos anos como rainha de Esparta, Micenas e Epiro.